# Saint-Pauloise FC
Saint-Pauloise Football Club w skrócie Saint-Pauloise FC – reunioński klub piłkarski grający w reuniońskiej pierwszej lidze, mający siedzibę w mieście Saint-Paul.

## Sukcesy
- I liga[1]:
  - mistrzostwo (7): 1979, 1981, 1983, 1985, 1986, 2011, 2014.

- Puchar Reunionu[2]:
  - zwycięstwo (2): 2006, 2011.

## Występy w afrykańskich pucharach
| Sezon | Rozgrywki           | Runda   | Kraj    | Klub                | Dom | Wyjazd | Dwumecz |
| ----- | ------------------- | ------- | ------- | ------------------- | --- | ------ | ------- |
| 2007  | Puchar Konfederacji | wstępna | Seszele | St Michel United FC | 1–0 | 1–2    | 2–2     |
| 2007  | Puchar Konfederacji | 1       | Zambia  | Green Buffaloes FC  | 0–0 | 0–2    | 0–2     |

## Stadion
Domowe mecze klub rozgrywa na stadionie o nazwie Stade Paul Julius Bénard w Saint-Paul. Stadion może pomieścić 13000 widzów.